# Ein Geheimnis (Wilhelm Raabe)
Ein Geheimnis ist eine historische Novelle von Wilhelm Raabe, die im Frühsommer 1860 entstand und im selben Jahr in Westermanns Monatsheften erschien. 1862 lag der Text in der Sammlung „Verworrenes Leben“ bei Carl Flemming in Glogau vor. Nachauflagen hat Raabe 1896, 1901 und 1905 erlebt. Meyen nennt drei Besprechungen aus den Jahren 1863 bis 1949. Hoppe beruft sich bei der Angabe von Raabes Quellen auf eine Entdeckung des Forschers Wolfgang Schlegel, Kaiserslautern, aus dem Jahr 1949.

## Inhalt
In den Jahren 1692 bis 1704 in Paris: Claude Bullot, Wirt zum Dauphinswagen in der Gasse Quincampoix, hat manchmal lautstarken Streit mit seiner heiratsfähigen Tochter. Als sich das Gezänk einmal der einkehrende Karl d’Albert, Herzog von Chaulnes, mitanhören muss, ruft er seinen ehemaligen Kammerdiener Stefano Vinacche aus der Gästeschar herbei. Auf Geheiß des Herzogs muss Stefano gegen seinen Willen die streitsüchtige Mademoiselle Bullot heiraten. Auch das reizende Mädchen ist gegen diese Ehe. Es hilft nichts. Als ehemalige Mätresse des Herzogs von Chaulnes wird sie Vinacches Ehefrau. Nachdem die junge Frau einen kleinen Sohn bekommen hat, streitet sie zur Verwunderung des Großvaters Bullot nicht mehr.
Der junge Stefano war 1689 als Lakai des Herzogs aus Italien nach Paris gekommen. Inzwischen verarmt, quartiert er sich im Gasthaus des Schwiegervaters ein. Auch Vater Bullot war gegen die Ehe der Tochter mit dem obdachlosen Vagabunden gewesen. Stefano belehrt alle Zweifler eines Besseren. In Paris wird der Italiener einer der reichsten Männer.
Ein knappes halbes Jahr hatte sich Stefano Vinacche in der Bretagne aufgehalten und war als Goldmacher nach Paris zurückgekehrt. Anno 1700 hatte der neapolitanische Chemiker die geheime Formel für das Projektionspulver zur Herstellung von Gold gefunden. Sein Reichtum bleibt nicht verborgen.
Ludwig XIV. braucht viel Geld. Seine Mätresse, die Marquise von Maintenon, rät dem Herrscher 1703, Monsieur d'Argenson soll das Geheimnis aus dem Italiener herauspressen. Widerwillig stimmt der König dem Vorschlag zu. D'Arguson steckt Stefano in die Bastille. Der Häftling verrät kein Sterbenswörtchen. Am 20. März 1704 schneidet sich der Goldmacher in seiner Zelle die Kehle durch und nimmt das Geheimnis mit ins Grab.
Die Witwe Madame Vinacche darf ihren beträchtlichen Besitz behalten. Der Bruder der Marquise von Maintenon wirft seiner Schwester Ungeschick bei der Auswahl des Werkzeugs d'Arguson vor. Der Bruder ist überzeugt, er hätte mit seinen intelligenten Mitteln das Geheimnis erfahren.

## Ausgaben

### Erstausgabe
- Verworrenes Leben. Novellen und Skizzen von Wilhelm Raabe. 263 Seiten. Carl Flemming, Glogau 1862 (Die alte Universität. Der Junker von Denow. Aus dem Lebensbuch des Schulmeisterleins Michel Haas. Wer kann es wenden? Ein Geheimnis)[5]

### Verwendete Ausgabe
- Ein Geheimnis. Lebensbild aus den Tagen Ludwigs XIV. S. 347–374. Mit einem Anhang, verfasst von Karl Hoppe, S. 506–515 in Karl Hoppe (Bearb.), Hans Oppermann (Bearb.): Der heilige Born. Ein Geheimnis. Auf dunkelm Grunde. Die schwarze Galeere Vandenhoeck & Ruprecht, Göttingen 2005. Bd. 3 (2. Aufl., besorgt von Eberhard Rohse), ISBN 3-525-20107-9 in Hoppe (Hrsg.), Jost Schillemeit (Hrsg.), Hans Oppermann (Hrsg.), Kurt Schreinert (Hrsg.): Wilhelm Raabe. Sämtliche Werke. Braunschweiger Ausgabe. 24 Bde.